# FFVS J 22

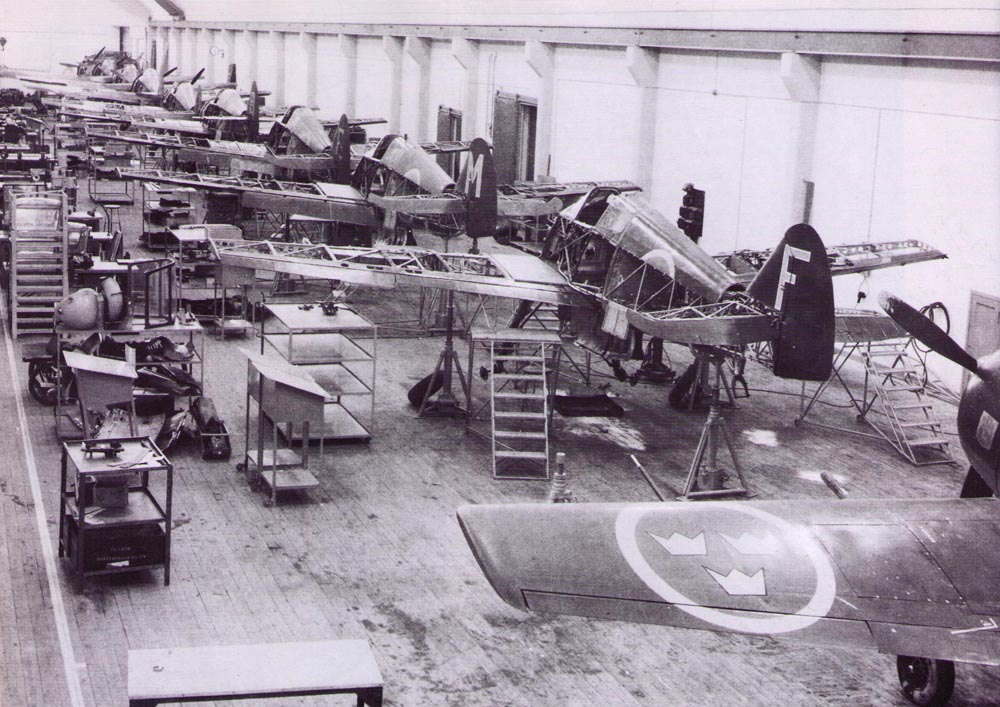
J 22 under ombyggnation till S 22 i Arboga.

FFVS J 22 var ett stridsflygplan tillverkat av Flygförvaltningens Flygverkstad i Stockholm och konstruerat av flygingenjör Bo Lundberg. Planet användes som jaktflygplan och spaningsflygplan.

## Historik
Under andra världskriget var bristen på flygplan i det svenska flygvapnet mycket stor och regeringen gjorde flera försök att importera flygplan från andra länder. Till slut lyckades flygförvaltningen  köpa några Seversky-jaktplan från USA, vilka togs in via Petsamo i Finland. I samband med USA:s embargo mot vapenleveranser till andra än Storbritannien i juni 1940 avbröts dock leveranserna, och flygvapnet tvingades att söka andra lösningar. Saab kunde inte projektera eller tillverka fler flygplan då de var upptagna med Saab 17 och Saab 18.
Projektansvarig för det nya jaktplanet J 22 blev Bo Lundberg som tidigare varit konstruktör på Sparmanns flygverkstäder och Götaverkens flygplansavdelning. Han hade tillsammans med Sven Werner arbetat på Sparmanns P 3 där de primärt arbetade på vingen. Denna erfarenhet kom senare till användning när Lundberg arbetade på Götaverkens flygplansavdelning där han 1939 konstruerade ett bombplan, GP8 och ett jaktplan, GP9. Den var mycket lik J 22 i utseendet samt att den skulle haft fyra stycken 13,2 mm Akan m/39 i vingarna, dock skulle den vara konstruerad i metall och ha en Bristol Taurus II motor med 1400 hk, vilket skulle ge den en beräknad hastighet av 682 km/h. GP9 kom inte längre än att förlora mot Saabs L21 på grund av kostnadsskäl. Dock kom den att användas senare som utgångspunkt för J 22 1941. Prototypen flög första gången i september 1942 och var enligt pressen världens snabbaste flygplan i förhållande till motorstyrkan. Serieleveranserna inleddes i oktober 1943. De första 113 flygplanen kom på grund av förseningar hos motortillverkaren Svensk Flygmotor att levereras med Twin Wasp-originalmotorer inköpta från Tyskland som i sin tur tagit dem som krigsbyte i Frankrike.
Det ställdes vissa krav på konstruktionen. I möjligaste mån skulle vid flygplanstillverkningen endast inhemskt material användas, aluminium fick ej användas eftersom SAAB behövde allt som kunde produceras i Sverige, samt planet skulle använda en Twin Wasp-stjärnmotor från Svensk Flygmotor (SFA), samma som SAAB använde till sin Saab 17. Resultatet blev ett stålskelett tillverkat av Hägglund & Söner i Örnsköldsvik med ytbeklädnad av formpressat björkplywood som levererades från Svenska Möbelfabrikerna (SMF) i Bodafors. Komponenterna monterades sedan samman i Bromma.
För att tillverka J 22 bildade Flygvapnet en speciell organisation, Flygförvaltningens Flygverkstad i Stockholm (FFVS). Där sammanstrålade komponenter från över 500 underleverantörer, som framställde cirka 12 000 av de 17 000 detaljer som utgjorde en FFVS J 22.
Leveranserna av J 22 inleddes i oktober 1943 och gick till Göta flygflottilj (F 9).
J 22 hade god manövrerbarhet och en bra acceleration. Prestandamässigt var J 22 i klass med det mesta under sitt första år med en vältränad pilot. När J 26 togs i tjänst gjorde man testdueller med J 22 mot J 26. Motorstyrkan var ett problem, men den kunde klättra snabbare än J 26 under 1 500 meter. Med sin 1700 hk starka Packard Merlin var J 26 det bättre jaktplanet

## Landställ
J 22 hade ett landställ som var avancerat för sin tid. Det var framåtvinklat, vilket gjorde det svårare att nosbromsa, det vill säga att när man bromsar för hårt så att propellern går i backen och stjärten upp i luften. Detta var ett stort problem hos många stridsflygplan under andra världskriget som till exempel Supermarine Spitfire och Bf 109. Dessutom kunde landställsluckorna fällas in när landstället var ute. Detta gjorde luftmotståndet mindre under start samt att det inte samlades smuts i hjulrummet. Man konstruerade även infällbara skidställ som kunde monteras på J 22 men dessa producerades i litet antal eftersom ny snöröjningsutrustning kom i tjänst.

## Beväpning
Beväpningen på J 22 kan verka klen, men 13,2 mm akan m/39 var i klass med de flesta 20 mm automatkanoner under kriget. Kalibern var lägre men eldhastigheten var högre. Eldhastigheten på akan m/39 var 1 080 skott per minut, vilket var ungefär 400 mer än Hispano mk.II och 330 mer än Maschinengewehr 151. Detta tillsammans med högexplosiva projektiler gjorde 13,2 mm akan m/39 ett vapen som var lätt att använda och mycket effektivt mot fiendeflygplan. Mot slutet av 40-talet modifierades alla 13,2 mm akan m/39 till 12,7 mm kaliber. Detta för att man hade slutat att producera 13,2 mm ammunition och kunde köpa in billig 12,7 mm ammunition från USA. Detta gällde även J 22 som fick sina 13,2 mm akan m/39 modifierade runt decennieskiftet till 12,7 mm.
Det finns ett rykte om en J 22 med fyra 8 mm ksp m/22. Det har inte gått att bevisa men det är möjligt eftersom vingen kunde rymma fyra 13,2 mm automatkanoner. Det finns tidigare exempel på  flygplan med sådan  beväpning, t.ex. J 9 2152 F8-19 med fyra 8 mm ksp m/22.

## Spaningsversion
När J 22 beställdes fanns tanken hos Flygvapnet att använda flygplanet på Östgöta flygflottilj (F 3) för spaningsändamål, men eftersom bristen var störst på jaktflygplan fick den varianten företräde vid tillverkningen.
Någon nytillverkning av S 22-3 som versionen betecknades kom aldrig igång, utan istället inleddes 1944 ett modifieringsprogram J 22. Modifieringsprogrammet skulle omfatta 21 individer, vilka bland annat skulle utrustas med kamerafästen. Prototypen till S 22-3 blev klar i december 1944 och levererades till Göta flygflottilj (F 9) för utprovning och tjänstgöring.
I januari 1946 överfördes flygplanet till F 3. Det andra modifierade flygplanet levererades i augusti 1945 till F 3. I och med freden 1945 minskade behovet av spaningsflygplan, samtidigt som tillgången på begagnade flygplan från utförsäljningar av US Army Air Forces:s och RAF:s depåer i Europa var stor. Därför bestämde Flygvapnet i slutet av året att vidare satsningar på S 22 skulle avbrytas. Vid den tidpunkten hade nio individer modifierats och var operativa som S 22, men vilka nu återställdes till J 22.

## Varianter och beteckningar
- J 22-1 eller J 22A (ursprungligen J 22 UBv för Ursprunglig Beväpning) beväpnad med två 8 mm ksp m/22 och två 13,2 mm akan m/39A
- J 22-2 eller J 22B (ursprungligen J 22 FBv för Förbättrad Beväpning) beväpnades med fyra 13,2 mm akan m/39A
- S 22-3 eller S 22 beväpnades med en vertikalmonterad spaningskamera Ska4 i mellankroppen

Totalt tillverkades förutom två prototyper 141 st J 22-1 och 57 st J 22-2.

## J22 på förband
| Benämning | Antal | Tidsperiod | Typ              | Basering                              |
| Sverige   | Antal | Tidsperiod | Typ              | Basering                              |
| --------- | ----- | ---------- | ---------------- | ------------------------------------- |
| J 22-1    | 142   | 1943-1952  | Jaktflygplan     | F 3, F 8, F 9, F 10, F 13, F 16, F 18 |
| J 22-2    | 58    | 1951–1952  | Jaktflygplan     | F 3, F 8, F 9, F 10, F 13, F 16, F 18 |
| S 22-3    | 9     | 1945–1946  | Spaningsflygplan | F 3                                   |

## Data och prestanda
| Kategorier         | Kategorier                                             | J 22-1 | J 22-2 | S 22-3 | S 22-3 |
| ------------------ | ------------------------------------------------------ | --- | --- | --- | --- |
| Mått               | Längd                                                  | 7,8 meter | 7,8 meter | 7,8 meter | 7,8 meter |
| Mått               | Höjd utan landställ ute                                | 2,8 meter | 2,8 meter | 2,8 meter | 2,8 meter |
| Mått               | Höjd med landställ ute                                 | 3,6 meter | 3,6 meter | 3,6 meter | 3,6 meter |
| Mått               | Vingbredd                                              | 10,0 meter | 10,0 meter | 10,0 meter | 10,0 meter |
| Mått               | Vingyta                                                | 16 kvadratmeter | 16 kvadratmeter | 16 kvadratmeter | 16 kvadratmeter |
| Vikter             | Normal flygvikt (stridsuppdrag)                        | 2760 kg | 2835 kg | | |
| Vikter             | Normal flygvikt (förflyttning)                         | 2660 kg | 2710 kg | | |
| Vikter             | Tjänstetomvikt                                         | 2000 kg | 2020 kg | | |
| Vikter             | Tillsatsvikt (stridsuppdrag)                           | 750 kg | 813 kg | | |
| Vikter             | Tillsatsvikt (förflyttning)                            | 659 kg | 688 kg | | |
| Vikter             | Lös utrustning av tillsatsvikt (strid)                 | 134 kg | 163 kg | | |
| Vikter             | Lös utrustning av tillsatsvikt (förflyttning)          | 146 kg | 175 kg | | |
| Vikter             | Ammunititon                                            | 111 kg | 137 kg | | |
| Vikter             | Förare med utrustning                                  | 100 kg | 100 kg | 100 kg | 100 kg |
| Vikter             | Bränsle vingtankar                                     | 282 kg | 282 kg | 282 kg | 282 kg |
| Vikter             | Bränsle kroppstank                                     | 100 kg | 100 kg | 100 kg | 100 kg |
| Vikter             | Olja                                                   | 31 kg | 31 kg | 31 kg | 31 kg |
| Vikter             | Motorvikt torr                                         | 657,701 kg | 657,701 kg | 657,701 kg | 657,701 kg |
| Beväpning          | Antal kulsprutor                                       | 2 stycken | - | 2 stycken | 2 stycken |
| Beväpning          | Antal automatkanoner                                   | 2 stycken | 4 stycken | 2 stycken | 2 stycken |
| Beväpning          | Ammunition per kulspruta                               | 500 patroner | 500 patroner | 500 patroner | 500 patroner |
| Beväpning          | Ammunition per automatkanon                            | 250 patroner | 250 patroner | 250 patroner | 250 patroner |
| Beväpning          | Typ av kulspruta                                       | 8 mm ksp m/22 | 8 mm ksp m/22 | 8 mm ksp m/22 | 8 mm ksp m/22 |
| Beväpning          | Typ av automatkanon                                    | 13,2 mm akan m/39A | 13,2 mm akan m/39A | 13,2 mm akan m/39A | 13,2 mm akan m/39A |
| Utrustning         | Sikte                                                  | Reflexsikte m/37 | Reflexsikte m/37 | Reflexsikte m/37 | Reflexsikte m/37 |
| Utrustning         | Radio                                                  | Fr III | Fr III | Fr III | Fr III |
| Utrustning         | Antal kameror                                          | - | - | 1 | 1 |
| Utrustning         | Typ av kamera                                          | Ska4 | Ska4 | Ska4 | Ska4 |
| Motor data         | Motortyp                                               | Original TWC3 eller SFA STWC3 | Original TWC3 eller SFA STWC3 | Original TWC3 eller SFA STWC3 | Original TWC3 eller SFA STWC3 |
| Motor data         | Maxeffekt                                              | 1065 hästkrafter (749 kW) | 1065 hästkrafter (749 kW) | 1065 hästkrafter (749 kW) | 1065 hästkrafter (749 kW) |
| Motor data         | Marscheffekt                                           | 650 hästkrafter (2250 varv/min) | 650 hästkrafter (2250 varv/min) | 650 hästkrafter (2250 varv/min) | 650 hästkrafter (2250 varv/min) |
| Motor data         | Effekt vid höjder                                      | 910 hästkrafter vid 3600 meter 900 hästkrafter (2550 varv/min) vid 3658 meter | 910 hästkrafter vid 3600 meter 900 hästkrafter (2550 varv/min) vid 3658 meter | 910 hästkrafter vid 3600 meter 900 hästkrafter (2550 varv/min) vid 3658 meter | 910 hästkrafter vid 3600 meter 900 hästkrafter (2550 varv/min) vid 3658 meter |
| Motor data         | Starteffekt                                            | 1050 hästkrafter (2700 varv/min) | 1050 hästkrafter (2700 varv/min) | 1050 hästkrafter (2700 varv/min) | 1050 hästkrafter (2700 varv/min) |
| Motor data         | Marcheffekt                                            | 650 hästkrafter (2250 varv/min) | 650 hästkrafter (2250 varv/min) | 650 hästkrafter (2250 varv/min) | 650 hästkrafter (2250 varv/min) |
| Motor data         | Bränsle                                                | Bentol (87 oktan) | Bentol (87 oktan) | Bentol (87 oktan) | Bentol (87 oktan) |
| Motor data         | Kompressor                                             | Mekanisk kompressor | Mekanisk kompressor | Mekanisk kompressor | Mekanisk kompressor |
| Propeller data     | Propellertyp                                           | SFA Hamilton VP-2M Original namn: 3E50-E2270 | SFA Hamilton VP-2M Original namn: 3E50-E2270 | SFA Hamilton VP-2M Original namn: 3E50-E2270 | SFA Hamilton VP-2M Original namn: 3E50-E2270 |
| Propeller data     | Propeller diameter                                     | 3,10 m | 3,10 m | 3,10 m | 3,10 m |
| Propeller data     | Bladtyp                                                | A-918-4 | A-918-4 | A-918-4 | A-918-4 |
| Bränsletankar      |                                                        | Två stycken vingtankar om 190 liter | Två stycken vingtankar om 190 liter | Två stycken vingtankar om 190 liter | Två stycken vingtankar om 190 liter |
| Bränsletankar      | En kroppstank om 145 liter Enbart 140 liter är bränsle | | | | |
| Prestanda          | Max hastigheter                                        | 0 meter: 480 kilometer i timmen 3000 meter: 590 kilometer i timmen 3500 meter: 575 kilometer i timmen 4300 meter: 560 kilometer i timmen Hastighetsrekordet var 610 kilometer i timmen | 0 meter: 480 kilometer i timmen 3000 meter: 590 kilometer i timmen 3500 meter: 575 kilometer i timmen 4300 meter: 560 kilometer i timmen Hastighetsrekordet var 610 kilometer i timmen | 0 meter: 480 kilometer i timmen 3000 meter: 590 kilometer i timmen 3500 meter: 575 kilometer i timmen 4300 meter: 560 kilometer i timmen Hastighetsrekordet var 610 kilometer i timmen | 0 meter: 480 kilometer i timmen 3000 meter: 590 kilometer i timmen 3500 meter: 575 kilometer i timmen 4300 meter: 560 kilometer i timmen Hastighetsrekordet var 610 kilometer i timmen |
| Prestanda          | Stridshastigheter                                      | 0 meter: 420 kilometer i timmen 4000 meter: 510 kilometer i timmen | 0 meter: 420 kilometer i timmen 4000 meter: 510 kilometer i timmen | 0 meter: 420 kilometer i timmen 4000 meter: 510 kilometer i timmen | 0 meter: 420 kilometer i timmen 4000 meter: 510 kilometer i timmen |
| Prestanda          | Marschhastigheter                                      | 0 meter: 410 kilometer i timmen 1500 meter: 440 kilometer i timmen 4300 meter: 500 kilometer i timmen                                                                                  | 0 meter: 410 kilometer i timmen 1500 meter: 440 kilometer i timmen 4300 meter: 500 kilometer i timmen                                                                                  | 0 meter: 410 kilometer i timmen 1500 meter: 440 kilometer i timmen 4300 meter: 500 kilometer i timmen                                                                                  | 0 meter: 410 kilometer i timmen 1500 meter: 440 kilometer i timmen 4300 meter: 500 kilometer i timmen                                                                                  |
| Prestanda          | Landningshastighet                                     | 140 kilometer i timmen | 140 kilometer i timmen | 140 kilometer i timmen | 140 kilometer i timmen |
| Prestanda          | Stallhastighet                                         | 81 kilometer i timmen | 81 kilometer i timmen | 81 kilometer i timmen | 81 kilometer i timmen |
| Prestanda          | Max tillåten hastighet                                 | 830 kilometer i timmen (tidig tjänst) 650 kilometer i timmen (sen tjänst) | 830 kilometer i timmen (tidig tjänst) 650 kilometer i timmen (sen tjänst) | 830 kilometer i timmen (tidig tjänst) 650 kilometer i timmen (sen tjänst) | 830 kilometer i timmen (tidig tjänst) 650 kilometer i timmen (sen tjänst) |
| Prestanda          | Max tillåten hastighet med ställ ute                   | 350 kilometer i timmen | 350 kilometer i timmen | 350 kilometer i timmen | 350 kilometer i timmen |
| Prestanda          | Föredragen hastighet vid loping                        | 400-450 kilometer i timmen | 400-450 kilometer i timmen | 400-450 kilometer i timmen | 400-450 kilometer i timmen |
| Prestanda          | Föredragen hastighet vid topproll                      | 450-500 kilometer i timmen | 450-500 kilometer i timmen | 450-500 kilometer i timmen | 450-500 kilometer i timmen |
| Prestanda          | Föredragen hastighet vid halvroll                      | 250-350 kilometer i timmen | 250-350 kilometer i timmen | 250-350 kilometer i timmen | 250-350 kilometer i timmen |
| Prestanda          | Föredragen hastighet vid långsam roll                  | 300-450 kilometer i timmen | 300-450 kilometer i timmen | 300-450 kilometer i timmen | 300-450 kilometer i timmen |
| Prestanda          | Vingbelastning                                         | Max 5,6 kg/m² med stridsvikt | Max 6,0 kg/m² med stridsvikt | | |
| Prestanda          | Stigförmåga                                            | 1000 meter: 2 minuter 2000 meter: 3,5 minuter 3000 meter: 5 minuter 4000 meter: 6,5 minuter 5000 meter: 9 minuter 6000 meter: 12 minuter 9300 meter: 23,2 minuter                      | 1000 meter: 2 minuter 2000 meter: 3,5 minuter 3000 meter: 5 minuter 4000 meter: 6,5 minuter 5000 meter: 9 minuter 6000 meter: 12 minuter 9300 meter: 23,2 minuter                      | 1000 meter: 2 minuter 2000 meter: 3,5 minuter 3000 meter: 5 minuter 4000 meter: 6,5 minuter 5000 meter: 9 minuter 6000 meter: 12 minuter 9300 meter: 23,2 minuter                      | 1000 meter: 2 minuter 2000 meter: 3,5 minuter 3000 meter: 5 minuter 4000 meter: 6,5 minuter 5000 meter: 9 minuter 6000 meter: 12 minuter 9300 meter: 23,2 minuter                      |
| Prestanda          | Max flyghöjd                                           | 9300 meter | 9300 meter | 9300 meter | 9300 meter |
| Prestanda          | Max räckvidd                                           | 1270 kilometer | 1270 kilometer | 1270 kilometer | 1270 kilometer |
| Prestanda          | Max startsträcka på fast underlag                      | 350 meter | 350 meter | 350 meter | 350 meter |
| Prestanda          | Max startsträcka på löst underlag                      | 400-450 meter | 400-450 meter | 400-450 meter | 400-450 meter |
| Prestanda          | Max landsträcka på fast underlag                       | 350 meter | 350 meter | 350 meter | 350 meter |
| Prestanda          | Max landsträcka på löst underlag                       | 350-450 meter (med bromsar) | 350-450 meter (med bromsar) | 350-450 meter (med bromsar) | 350-450 meter (med bromsar) |
| Bränsleförbrukning | Flygtid                                                | 1,4 timmar | 1,3 timmar | 3,2 timmar | 2,7 timmar |
| Bränsleförbrukning | Sträcka                                                | 620 km | 700 km | 1320 km | 1360 km |
| Bränsleförbrukning | Hastighet                                              | Maxhastighet | Maxhastighet | Marschhastighet | Marschhastighet |
| Bränsleförbrukning | Höjd                                                   | 0 meter | 4300 meter | 0 meter | 4300 meter |
| Bränsleförbrukning | Liter per timme                                        | 375 liter | 395 liter | 160 liter | 190 liter |
| Bränsleförbrukning | Kilogram per timme                                     | 280 kilogram | 290 kilogram | 120 kilogram | 140 kilogram |

## J 22 i etiopiska flygvapnet.
Etiopien gjorde förfrågningar under 1949 rörande möjligheten att få köpa ett antal J 22. Man ville nämligen sätta upp en jaktdivision i Etiopiska flygvapnet. Man ville specifikt ha J 22 för att den använde samma motor, STWC-3, som satt i deras inköpta B 17A.

## J 22 "Röda blixten"

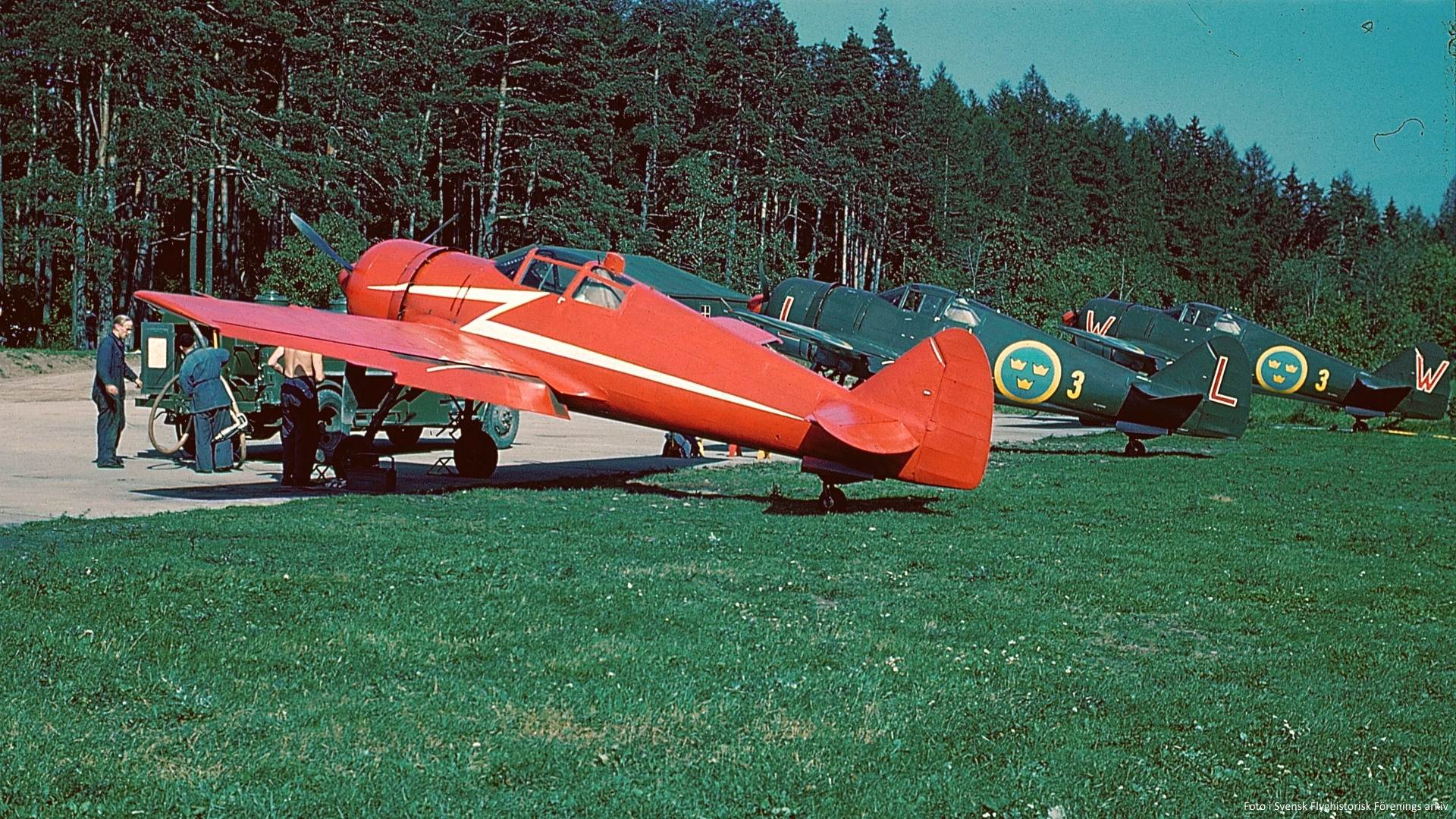
FFVS J 22B "Röda blixten"

De flesta J 22 var alla mycket lika, men ett exemplar är värt att notera. J 22 nr 22238 var en J 22B som lackerades röd och försågs med en vit blixt på vardera sida av kroppen, något som gav planet namnet Röda Blixten. För att bli så lätt som möjligt tog man bort så mycket utrustning som möjligt, detta för att kunna genomföra en avancerad flyguppvisning på flygvapnets 25-årsjubileum den 26 augusti 1951 på F 3 Malmslätt. Evenemanget lockade 200 000 åskådare. Efter jubileet förblev den röd och obeväpnad för att alla flottiljens flygare skulla få pröva på hur det kändes att flyga "Röda Blixten". Röda blixten utgick ur organisationen 17 maj 1952 då flygplanstypen.

## Bevarade exemplar
Det finns 5 kända exemplar av J 22 i världen, varav 3 är i synligt komplett skick. De andra 2 är enbart stålskelett och andra mindre delar.
Lista av bevarade exemplar (huvudartikel):
| Nummer | Typ   | Ägare                        | Plats                                     | Noter                                                                                   |
| ------ | ----- | ---------------------------- | ----------------------------------------- | --------------------------------------------------------------------------------------- |
| 22149  | J 22A | Svedinos Bil- och Flygmuseum | Säve, Göteborg                            | Renoveras av WOS Warbirds of Sweden AB. Flyger pre. hösten 2023                         |
| 22185  | J 22A | Flygvapenmuseum              | Ängelholms flygmuseum, Ängelholm, Sverige | Hålls i taxningsbartskick                                                               |
| 22216  | J 22A | Flygvapenmuseum              | Håtunaholm, Sverige                       | Renoveras till flygbartskick. Ska kombineras med 22236. En källa nämner denna som 22156 |
| 22236  | J 22B | Privatägd                    | Håtunaholm, Sverige                       | Renoveras till flygbart skick. Ska kombineras med 22216                                 |
| 22280  | J 22B | Flygvapenmuseum              | Flygvapenmuseum, Linköping, Sverige       | Utställd på Flygvapenmuseum i icke flygbart skick                                       |

### Trycka källor
- Widfeldt, Bo; Hall, Åke (2005). Svenskt militärflyg: Svenska militära flygplan och helikoptrar 1911–2005. Nässjö: Air Historic Research AB. sid. 98. ISBN 91-975467-1-2
- Widfeldt, Bo (1989). FFVS J 22 Flyghistorisk revy nr 35. Svensk Flyghistorisk Förening. ISSN 0345-3413, Libris 1912955
- Beskrivning av fpl typ J 22
- Speciell förarinstruktion fpl typ J 22

### Webbkällor
- ”J22, J22A, J22B, S22-3, FFVS 22”. aef.se. http://www.aef.se/Flygvapnet/Notiser/FPL_22_notis_2.htm. Läst 31 januari 2016.
- Svensk Flygindustri genom tiderna III.pdf
- https://www.youtube.com/watch?v=ck2A_6UCFlc
- https://web.archive.org/web/20180115184707/http://forum3.sff.n.se/viewtopic.php?f=1&t=5769&p=48547#p48547